# Heinrich Frick
Heinrich Frick (* 2. November 1893 in Darmstadt; † 31. Dezember 1952 in Marburg an der Lahn) war ein deutscher evangelischer Theologe.

## Leben
Frick studierte in Tübingen, vor allem bei Adolf Schlatter, und in Gießen. Dort wurde er am 31. Dezember 1917 zum Lic. theol. und am 22. August 1919 mit der Dissertation Ghazalis Selbstbiographie im Vergleich mit Augustins Konfessionen zum Dr. phil. promoviert. Frick war ab 1919 Privatdozent für Religionswissenschaft und Missionskunde an der TH Darmstadt. 1921 habilitierte er sich an der Universität Gießen und wurde dort 1924 außerordentlicher Professor. Ab 1927 war Frick in Marburg Professor für Systematische Theologie und Religionswissenschaft sowie Direktor der dortigen Religionskundlichen Sammlung. Nach der „Machtergreifung“ der Nationalsozialisten wurde er 1933 förderndes Mitglied der SS und schloss sich dem NS-Lehrerbund, der Nationalsozialistischen Volkswohlfahrt und dem Reichsluftschutzbund an. 1934/35 zunächst Prodekan, war er von 1937 bis 1945 Dekan der Marburger Theologischen Fakultät. Auf seine Initiative hin zog 1946 die Hessische Stipendiatenanstalt, deren Ephorus er seit 1937 war, auf das Marburger Schloss. 1947 wurde er Rektor der Universität. Im gleichen Jahr übernahm er die Leitung des Gesamtverbandes der deutschen evangelischen Missionskonferenzen und wurde Mitglied des Deutschen Evangelischen Missionswerks. Frick war außerdem Vorsitzender der kurhessischen Missionskonferenz. Von 1930 bis 1932 hatte er der Deutschen Staatspartei (DStP) angehört.
Frick erhielt 1936 die Ehrendoktorwürde der Universität Glasgow.

## Veröffentlichungen
- Nationalität und Internationalität der christlichen Mission. Bertelsmann, Gütersloh 1917.
- Die evangelische Mission. Ursprung, Geschichte, Ziel (= Bücherei der Kultur und Geschichte. Bd. 26, ZDB-ID 541504-4). Schroeder, Bonn u. a. 1922.
- Religiöse Strömungen der Gegenwart. Das Heilige und die Form (= Wissenschaft und Bildung. Einzeldarstellungen aus allen Gebieten des Wissens. Bd. 187, ZDB-ID 971817-5). Quelle & Meyer, Leipzig 1923.
- Das Reich Gottes in amerikanischer und in deutscher Theologie der Gegenwart (= Vorträge der Theologischen Konferenz zu Giessen. Folge 43, ZDB-ID 568884-x). Töpelmann, Gießen 1926.
- Deutschland innerhalb der religiösen Weltlage Verlag Alfred Töpelmann, Berlin 1936.
- Religiöse Weltkrise der Gegenwart. In: Die Welt im Fortschritt. Gemeinverständliche Bücher des Wissens und Forschens der Gegenwart. Reihe 1, Bd. 10, 1937, ZDB-ID 552610-3, S. 17–116.